# 神經塵
神經塵（英文：Neural dust）是指一種微米級的無線傳輸的神經傳感器設備，是一種腦機介面。該傳感器可用於研究、監測與控制神經和肌肉以及遠程監測神經活動。在藥物治療中可能會將數千神經塵送入大腦中。該術語源自“智能塵埃”，因為用作神經塵的傳感器也可以由該概念來定義。